# Ischnotoma (Icriomastax) ocellata
Ischnotoma (Icriomastax) ocellata is een tweevleugelige uit de familie langpootmuggen (Tipulidae). De soort komt voor in het Neotropisch gebied.